# H. Litfas

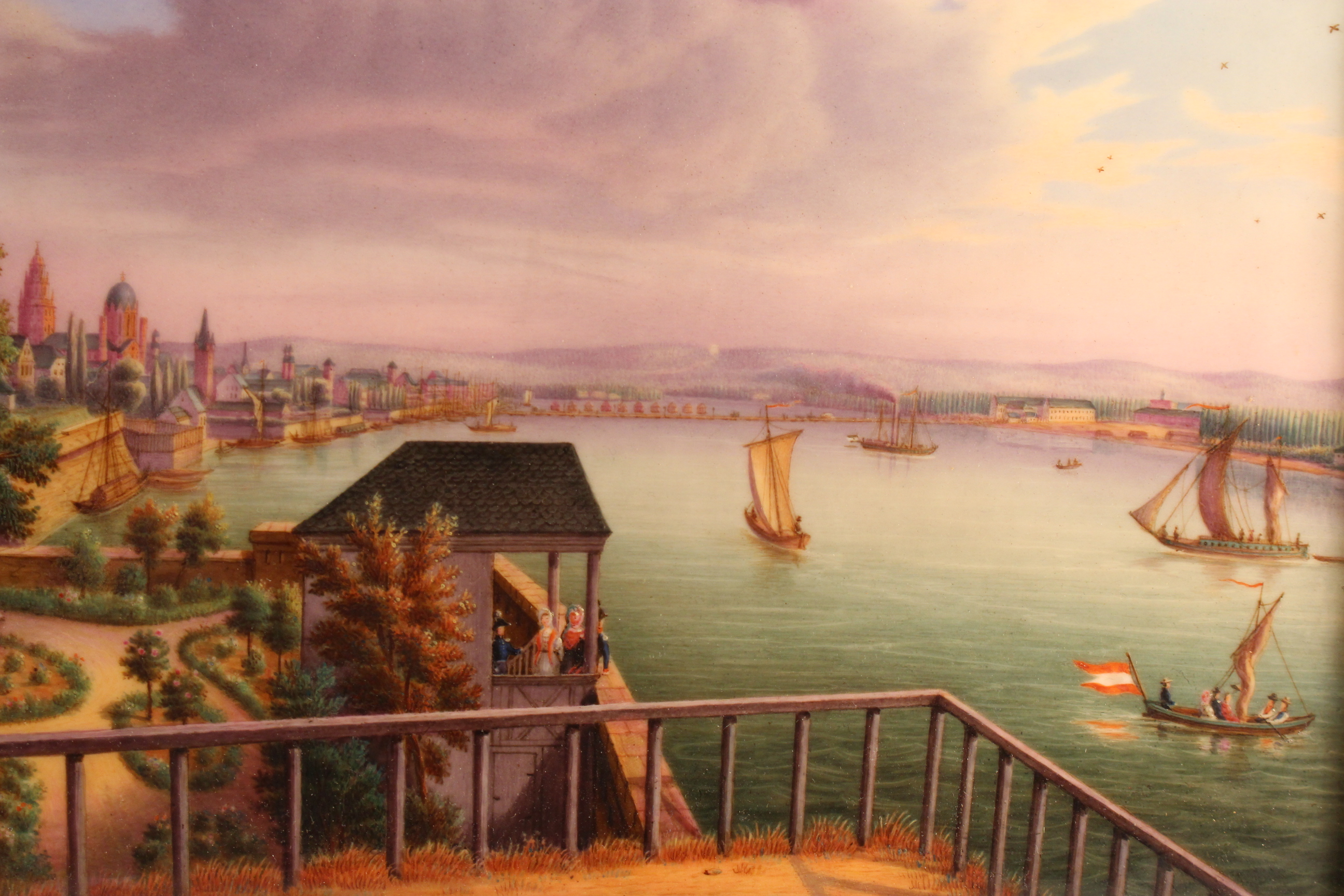
Bild 1: Stadtansicht der Stadt Mainz vom südlichen Rheinufer her (H. Litfas, um 1838/1840), Porzellan Bildplatte, Verso in Schwarzlot signiert „H. Litfas“

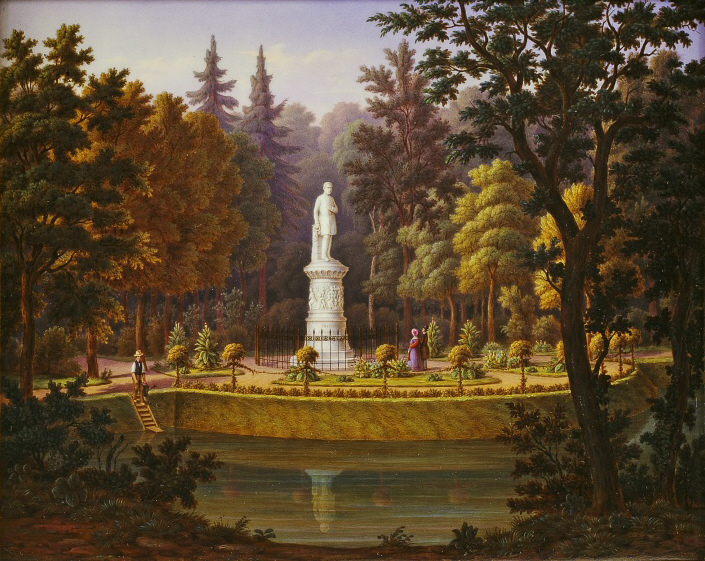
Bild 2: Denkmal Friedrich Wilhelm III. im südlichen Tiergarten mit Staffagefiguren, in der Darstellung signiert „Litfas“. Porzellan Bildplatte KPM; Pressmarke Zepter über KPM, Pressbuchstabe H. Verso in Schwarzlot signiert und datiert „H. Litfas, 1852“. 25,5×31,8 cm.

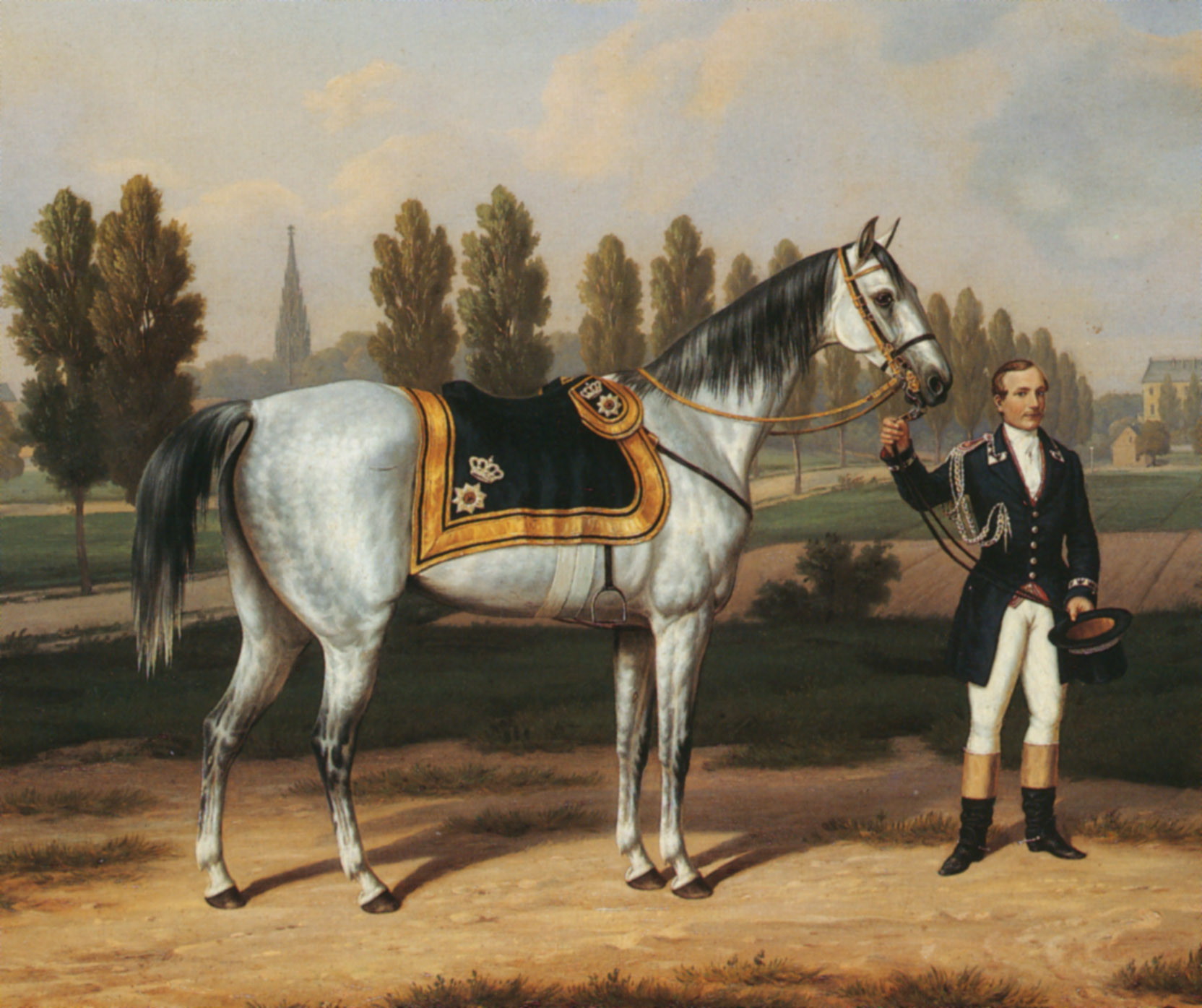
Bild 3: Ausritt in Glienicke: Schimmel Prinz Carls und livrierter Hofangestellter, Gemälde (H. Litfas, um 1860)

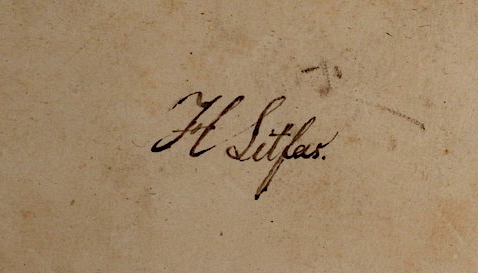
Bild 4: Signatur H. Litfas in Schwarzlot

Hugo Litfas (* ca. 1815/20 im Mainzer/kurhessischen Raum; † um 1900 im Bereich der Mark Brandenburg) war ein deutscher Lithograf und Zeichner des Biedermeier, aber auch als Maler von Porzellanbildplatten und Ölgemälden tat er sich hervor.

## Leben
Vermutlich aus dem Kurfürstentum Hessen stammend, wohnte und arbeitete er im ersten Drittel seines Schaffens vornehmlich in Mainz. Auf der Industrie-Ausstellung für hessische Gewerbetreibende, welche anlässlich der „vierten Jubelfeier der Erfindung der Buchdruckerkunst“ 1840 in Mainz stattfand, stellte er seine bemalten Bildplatten und Tassen aus.
Genauso liegt seine künstlerische Ausbildung im Dunkeln, doch auf Grund seiner vielfältigen Tätigkeit als Porzellanmaler, Zeichner für Lithografien, Lithograf und Maler von Ölgemälden kann zumindest eine Lehrausbildung angenommen werden. Seine Handzeichnungen dienten oft auch anderen Lithografen als Motivvorlage. Besonders oft lieferte er für den Verleger und Lithografen J. Leonhardt Vorlagen als Zeichner.
Ab ca. 1845 verlegt Hugo Litfas, um die 30 Jahre alt, seinen Lebensmittelpunkt und Wirkungskreis in die Nähe von Berlin und wohnte vermutlich in der Mark Brandenburg. Einen Schwerpunkt bildeten jetzt in seinem Schaffen hauptsächlich Pferdeporträts. Dort ist auch sein etwas bekannterer Künstlerkollege Franz Krüger (1797–1857) im gleichen Genre tätig, welcher sehr erfolgreich zahlreiche Pferdeporträts verfertigt hat. In der Zeit um 1840/1890 waren diese Pferdedarstellungen beim Publikum sehr gefragt und beliebt.
Auch der Hochadel wollte seine „Lieblinge“ verewigt haben, sodass Hugo Litfas u. a. auch für den Kronprinzen Friedrich Karl von Preußen, den König von Hannover, Graf Gustav Adolf v. Götzen, sowie Frh. v. Maltzahn Auftragsarbeiten ausführte.
In Berlin malte Litfas auch auf KPM-Bildplatten („Denkmal Friedrich Wilhelm III.“, Bildplatte 1852), sodass ihn manche als Porzellanmaler der Königlichen Porzellanmanufaktur (KPM) betrachten. Jedoch signierte er seine Porzellanwerke immer mit vollem Namen, was in Porzellanwerkstätten unüblich war. Daher ist für ihn eine fortwährende, berufliche Selbständigkeit anzunehmen. Da sein letztes, bekanntes Werk das Ölgemälde „Porträt eines Offiziers zu Pferde“ 1895 datiert ist, so kann angenommen werden, dass Hugo Litfas ca. um 1896/1900 im Osten Deutschlands verstarb.
Die große Begeisterung und das Interesse für Pferde setzte sich in der Litfas-Familie fort. Sein Sohn, der praktische Tierarzt und Oberveterinär Georg Litfas (1864–1940) war lange Zeit als Rossarzt beim preußischen Militär tätig.

## Werkthematik
Anfangs waren seine künstlerischen Themen Stadt- und Landschaftsansichten (zahlreiche Mainzansichten, Schloss Gracht in Erftstadt-Liblar). Aber bereits 1846 wird seine Vorliebe für Pferdebilder deutlich (Bildplatte/Porzellan „Galoppierender Schimmel, der seinen Reiter abgeworfen hat“), welche sich dann später auch noch verstärkt manifestiert in der Wiedergabe von zahlreichen Pferdeporträts realer Rassepferde.

## Gesamtwerk

### Reproduktionsgrafik fremder Künstler nach H. Litfas
- Das Gutenbergfest in Mainz am 14. Aug. 1837, Lithografie von J. Leonhardt
- Wasserschloss Gracht in Erftstadt-Liblar, bei Lithogr. Anstalt Henry & Cohen, Bonn 1850

### Zeichnungen
- Das Gutenbergfest in Mainz am 14. Aug. 1837
- Buch-Illustration: Franz Ortalli: Die Eingeweide der Schädel-, Brust- und Bauchhöhle des menschlichen Körpers in normaler Lage. Zum Gebrauch für Aerzte und Staatsprüfungs-Aspiranten. Mit IX colorierten Tafeln, die Gegenstände in Lebensgrösse darstellend. Florian Kupferberg, Mainz 1838/1839.
- Wasserschloss Gracht in Erftstadt-Liblar. 1850

### Lithografien
- Mainzer Ansichten, mehrere Lithografien, um 1840
- Maja, Dunkelmuskatschimmel v. Ficus, 1850
- Ein Schimmel in der Stalltür, nach Krüger, 1851
- Creß mit der Meute 1853[2]
- Mit der Meute jagen, 1854
- Der Günstling, 1854
- Incognito, Pferdeportrait, 1855/58
- Sea-Horse, Pferdeportrait, 1855/58
- Anatomie des Pferdes, Pferdeportrait, 1855/60 – 2 Blätter 34×53,5 cm
- Jesuit, Steeplechase Pferd von Dr. Faustus im Besitz des Grafen Gustav von Götzen, 1858/60
- Der Kunstreiter E. Renz mit Arabeska und Mac-Donald, 1870
- Negus, Pferdeporträt, ca. 1870
- Intus, Pferdeporträt, ca. 1870
- Emir, Pferdeporträt, ca. 1870
- Mathilde Monet, bekannte Reiterin. 1860/1870
- Louise Loisset, bekannte Zirkus-Reitkünstlerin bei einer ihrer Glanznummern. 1860/1870

### Porzellan-Bildplatten
- Stadtansicht der Stadt Mainz vom südlichen Rheinufer her, um 1838/1840 (siehe Bild 1)
- Galoppierender Schimmel, der seinen Reiter abgeworfen hat, 1846
- Denkmal Friedrich Wilhelm III. im südl. Tiergarten in Berlin, 1852 (siehe Bild 2)
- Pferde und Kutschen, zwei Bildplatten für Friedrich Karl v. Preußen (Nachlass des Baron Cerrini), 1861

### Gemälde
- Der Pikör Cress vor dem Gutshof Pinnow (bei Duckow), 1853; in Familienbesitz der Freiherren v. Maltzahn[2][3]
- Mit der Meute jagen, 1854
- Incognito, Pferdeportrait, 1855/58
- Sea-Horse, Pferdeportrait, 1855/58
- Jesuit, Steeplechase Pferd von Dr. Faustus im Besitz des Grafen Gustav von Götzen, 1858/60
- Ausritt in Glienicke, Schimmel Prinz Carls v. Preußen und livrierter Hofangestellter, um 1860 (siehe Bild 3)
- Porträt eines Offiziers zu Pferde, 1895